# آئودی کیو۷

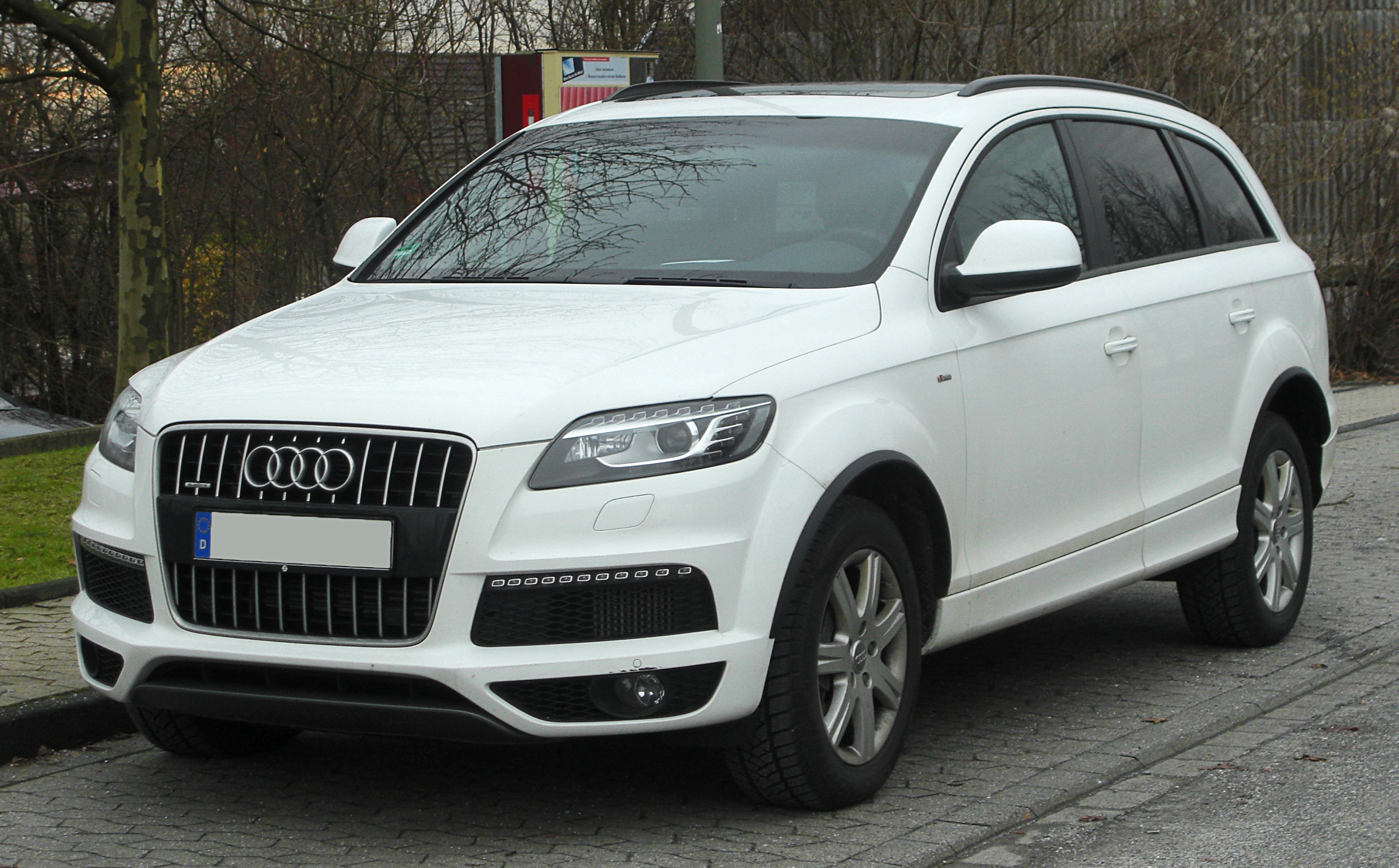
آئودی کیو۷ مدل ۲۰۰۷

آئودی کیو۷ یک خودروی شاسی بلند است که توسط خودروساز آلمانی، آئودی، تولید شده است و برای نخستین بار در نمایشگاه خودروی لس آنجلس در ژانویه ۲۰۰۶، رونمایی شد.
در نامگذاری کیو۷، حرف کیو نشان دهنده ایجاد خانواده ای جدید و عدد ۷ نشانگر قرار داشتن این مدل در میان مدلهای ای۶ و ای۸ است.

## مشخصات
- تولید کننده:آئودی
- دوره تولید:۲۰۰۶-تاکنون
- سبک بدنه:شاسی بلند ۵ دره
- ویلبیس:۳۰۰۲ میلی‌متر
- درازا:۵۰۸۵ میلی‌متر
- پهنا:۱۹۸۴ میلی‌متر
- بلندا:۱۷۳۵ میلی‌متر